# موذر (لعبة فيديو)
موذر (بالإنجليزية: Mother)‏ المعروفة رسميًا خارج اليابان باسم ايرث باوند بيغيننز (بالإنجليزية: EarthBound Beginnings)‏ هي لعبة فيديو تقمص الأدوار طورتها آيب ونشرتها نينتندو لجهازها فاملي كمبيوتر. صدرت كأول لعبة في سلسلة موذر، في اليابان في 27 يوليو 1989. صُمِمَت على غرار أسلوب اللعب لسلسلة دراغون كويست، ولكن صُوِّرَت في أواخر القرن العشرين بالولايات المتحدة، على عكس معاصريها من النوع الخيالي. تتبع لعبة موذر نينتن الشاب وهو يستخدم دراسات جده الأكبر حول القوى النفسية لمحاربة الأشياء المعادية التي كانت في السابق جامدة وأعداء آخرين. تستخدم اللعبة لقاءات عشوائية للدخول إلى نظام معركة منظور الشخص الأول القائم على القائمة.
قدم الكاتب والمخرج شيجيساتو إيتوي فكرة اللعبة إلى شيغيرو مياموتو أثناء زيارته لمقر نينتندو لأعمال أخرى. على الرغم من أن مياموتو رفض الاقتراح في البداية، فقد أعطى إيتوي في النهاية فريق تطوير. نسخة أمريكا الشمالية من اللعبة تُرجِمَت إلى اللغة الإنجليزية، ولكن تُخَلَى عنها باعتبارها غير قابلة للتطبيق تجاريًا. عثر لاحقًا على نسخة من هذا النموذج الأولي وتداول على الإنترنت تحت العنوان غير الرسمي ايرث باوند زيرو. صدرت اللعبة في نهاية المطاف في جميع أنحاء العالم تحت اسم ايرث باوند بيغيننز للوي يو فرتشول كونسول في يونيو 2015 ونينتندو سويتش أونلاين في فبراير 2022.
أشير إلى اللعبة لتشابهها مع سلسلة دراغون كويست والمحاكاة الساخرة المتزامنة لمجالات النوع. اعتبر الكثيرون أن تكملة ايرث باوند الخاصة بها متشابهة وتنفيذ شامل أفضل لأفكار أسلوب لعب موذر. لم يعجب النقاد بمستوى الصعوبة العالي في اللعبة وقضايا التوازن. على الرغم من ذلك، باعت اللعبة أكثر من 150.000 نسخة وحصلت على درجة «قاعة الشهرة الفضية» من المراجع الياباني فاميتسو. كتب جيريمي باريش من موقع 1أب.كوم أن موذر أثارت اهتمامًا مهمًا بمحاكاة ألعاب الفيديو والحفاظ التاريخي على الألعاب التي لم تصدر. أعيد إصدار اللعبة في اليابان في حزمة واحدة تحت اسم موذر 1+2 لجهاز غيم بوي أدفانس في عام 2003.

## أسلوب اللعب
موذر هي لعبة فيديو تقمص الأدوار تدور أحداثها في أواخر القرن العشرين بالولايات المتحدة وهي «شاذة بعض الشيء» كما فسرها المؤلف الياباني شيجيساتو إيتوي. تتجنب اللعبة سمات معاصريها اليابانيين في لعبة تقمص الأدوار: فهي ليست ضمن النوع الخيالي وتدخل فقط الخيال العلمي لتسلسلها النهائي. يقاتل اللاعب في المستودعات والمختبرات بدلاً من الأبراج المحصنة القياسية. بدلاً من السيوف والأسلحة الهجومية والسحر، يستخدم اللاعب مضارب بيسبول وبنادق لعبة وقدرات نفسية. يبلغ بطل اللعبة، نينتن، حوالي 12 عامًا.
مثل سلسلة دراغون كويست، تستخدم موذر نظام قتال عشوائي. يستكشف اللاعب العالم الزائد من منظور من أعلى إلى أسفل ويدخل أحيانًا في تسلسل معركة منظور الشخص الأول حيث يختار اللاعب خيارات الهجوم من سلسلة من القوائم. من جانبهم، يختار اللاعب بين الخيارات للقتال أو الحماية أو التحقق من سمات العدو أو الهروب أو استخدام العناصر أو استخدام قوى نفسية هجومية أو دفاعية أو علاجية. يمكن للاعب أيضًا ضبط المعركة على الطيار الآلي باستخدام خيار «تلقائي». تسجل الزيارات الحرجة مع نص وصوت "SMAAAASH".
يمكن للاعب الضغط على زر لجعل نينتن «يفحص» أو «يتحدث» مع الأشخاص والحيوانات والأشياء القريبة. تشترك اللعبة في أوجه التشابه مع التكملة، ايرث باوند: هناك خيار حفظ اللعبة من خلال استخدام الهاتف للاتصال بوالد نينتن، وخيار لتخزين العناصر مع أخت نينتن في المنزل، وجهاز صرف آلي للأموال المصرفية. يظهر جميع أعضاء حزب نينتن على شاشة العالم الخارجي في آنٍ واحد، وهم مشابهون لأعضاء حزب ايرث باوند في الأسلوب والوظيفة. لا تفصل خريطة عالم اللعبة عن المواقع، وبدلاً من ذلك تربط جميع المناطق (على غرار سلسلة ألعاب بوكيمون). تبدأ قصة اللعبة عندما يكتشف نينتن صندوقًا موسيقيًا ويتلقى مجلة جده الأكبر، الذي درس القوى النفسية منذ ما يقرب من قرن. تتعرض نينتن للهجوم من خلال الأدوات المنزلية والمغامرة بالخارج للعثور على عالم مجنون به أشياء يومية معادية وأحداث غريبة أخرى.